# Hildebrand van der Aa
Pour les articles homonymes, voir van der Aa.
Hildebrand van der Aa (Leyde, 1659 - Indes orientales néerlandaises, 1717), est un graveur néerlandais. 

## Biographie
Il est le frère du libraire Pieter van der Aa, pour lequel il exécutait des gravures. Il grava des portraits de la famille Visconti et exécuta une gravure de la statue d’Érasme. Daniël Stopendaal (nl) réalise une gravure de cette statue d'après celle de van der Aa. En 1721, il vit à Batavia. 
D’après l’article de la Nouvelle Biographie générale, « [s]on style est rude et lourd ». Le Bénézit qualifie son œuvre de « plutôt médiocre ».
Il se marie deux fois : la première avec Maria Bodde le 13 mai 1683, la seconde le 23 juin 1684.